# لوكاس دياز
لوكاس دياز (بالفرنسية: Lucas Dias)‏ (22 مايو 1999 بفرنسا - ) هو لاعب كرة قدم فرنسي في مركز حراسة المرمى. لعب مع نيم أولمبيك.

## وصلات خارجية
- لوكاس دياز على موقع رابطة كرة القدم الفرنسية للمحترفين (الإنجليزية)
- لوكاس دياز على موقع قاعدة بيانات كرة القدم.إي يو (الإنجليزية)
- لوكاس دياز على موقع Soccerway.com (الإنجليزية)